# Pedro de Mendizábal
Pedro de Mendizábal y Uriarte (Portugalete, 3 de enero de 1923 - Madrid, 1 de enero de 1982) fue un abogado y político español. Durante la Guerra Civil, cuando solo contaba 15 años, se alistó como voluntario en el tercio de requetés Ortiz de Zárate del bando sublevado, con el que participó en la batalla del Ebro y en la batalla de Cataluña, y desfiló con las tropas vencedoras en Madrid el primero de abril de 1939.

## Biografía
Tras regresar de la guerra trabajó en el ayuntamiento de Portugalete y se licenció en Derecho por la Universidad de Zaragoza. Se casó y tuvo seis hijos, y durante muchos años alternó su labor de abogado con la creación poética literaria, la colaboración en el diario Hierro y la dirección del Seminario de Problemas Españoles de Bilbao, del que fue su fundador. Durante la transición democrática participó en la fundación en el País Vasco de Alianza Popular, partido con el que fue elegido diputado al Congreso por Vizcaya en las elecciones generales de 1977. Fue Consejero del Reino y vocal de la comisión de justicia del Congreso de los Diputados. No se presentó a las elecciones de 1979 y se dedicó a su tarea de abogado en Madrid.

## Obras
- Aura y luz
- Cosas de mi España
- Zumárraga apuntes para ensayos
- Flor de Raza
- Meditación política